# Red box (Stati Uniti)
La red box (in inglese scatola rossa) è uno dei primi strumenti storicamente usati negli Stati Uniti d'America e in altri paesi per il phreaking.

## Storia
In passato, in alcuni paesi le cabine telefoniche segnalavano il deposito delle monete nella gettoniera inviando all'operatore un suono di campanella. Tali suonerie erano diverse a seconda della moneta inserita; per gli Stati Uniti, una moneta da 10 centesimi (dime) era rappresentata da un breve tintinnio, una da 5 (nickel) da due tintinnii, un quarto di dollaro (quarter) da un rintocco più grave. Per le chiamate urbane, l'inserimento della moneta corrispondente alla tariffa richiesta era sufficiente ad attivare l'apparecchio; per quelle interurbane l'operatore ascoltava le suonerie, registrava il pagamento effettuato e procedeva a instradare la chiamata.
Con l'avvento della teleselezione e della tecnologia a stato solido, le suonerie vennero sostituite da toni elettronici. Un nickel corrispondeva a un 'bip', due 'bip' indicavano un dime e cinque 'bip' un quarto di dollaro. In tal modo non era più necessario che l'operatore intervenisse nella chiamata per richiedere il pagamento, in quanto i toni potevano essere rilevati in modo automatico dal sistema di commutazione presso la centrale telefonica.
Le red box oggi non funzionano più nella maggior parte dei Paesi occidentali, in quanto le cabine telefoniche sono dotate di filtri sulla cornetta per rimuovere questi suoni oppure, nella maggior parte dei casi, usano sistemi digitali che non sono così facilmente ingannabili in quanto non viaggiano sullo stesso canale di comunicazione della conversazione audioaccessibile all'utente finale. Il concetto di base resta tuttavia funzionante in alcuni Paesi.

## Caratteristiche tecniche
Si tratta di un dispositivo elettronico che simula i circuiti interni di una cabina telefonica. Viene utilizzato per la sintesi di questi toni di segnalazione, che sono analoghi ai segnali DTMF usati per comporre i numeri telefonici veri e propri. Tra gli altri dispositivi che vennero usati a questo scopo vi sono alcuni generatori di toni modificati (del tipo usato per la consultazione a distanza delle segreterie telefoniche) e delle cartoline di auguri con registrazione audio incorporata.
Le specifiche per i toni validi negli USA erano le seguenti:
- segnale composto da due frequenze: 1.700 e 2.200 Hz
  - 1 nickel (5 cent) = 66 ms segnale (1 'bip')
  - 1 dime (10 cent) = 66 ms segnale, 66 ms pausa, 66 ms segnale (2 'bip')
  - 1 quarter (25 cent) = 33 ms segnale, 33 ms pausa per 5 volte

Al contrario, in Gran Bretagna venivano usate le seguenti specifiche:
- segnale composto da una sola frequenza: 1.000 Hz
  - 10 pence = 200 ms segnale
  - 50 pence = 350 ms segnale

## Utilizzo
Coloro che praticavano il phreaking inventarono vari metodi per inserire i toni attraverso la cornetta del telefono al posto delle monete corrispondenti, ottenendo così la possibilità di telefonare gratis. Uno dei meccanismi usati, ad esempio, consisteva nell'usare un registratore portatile per riprodurre i toni (di solito si trattava di un magnetofono, allora il mezzo più diffuso di registrazione audio).